# Latchorzew
Latchorzew (prononciation : [latˈxɔʐɛf]) est un village polonais, situé dans la gmina de Stare Babice de la Powiat de Varsovie-ouest et dans la voïvodie de Mazovie dans le centre-est de la Pologne.
Il se situe à environ 2 kilomètres au sud de Stare Babice, 4 kilomètres au nord-est d'Ożarów Mazowiecki et à 11 kilomètres à l'ouest de Varsovie.
Le village a une population de 1 297 habitants en 2010.